# 劲直黄条纹龙胆
劲直黄条纹龙胆（学名：Gentiana gilvo-striata）为龙胆科龙胆属的植物。分布在缅甸东北部以及中国大陆的西藏察隅 、云南等地，生长于海拔3,000米至3,900米的地区，多生长于高山草甸、山坡草地或山坡岩石地，目前尚未由人工引种栽培。
其种加词“gilvo-striata”意为“有黄色条纹的”。

## 别名
蓝花龙胆、邦见莪那（藏族名）

### 与黄条纹龙胆之区别
与黄条纹龙胆（原变种）的形似类同，花萼裂片卵形，先端近急尖；花冠裂片先端短渐尖，褶截形。

## 异名
- Gentiana gilvo-striata Marq. var. gilvostriata
- Gentiana gilvo-striata Marq. var. stricta C.Marquand